# Faustino Rayo
Faustino Rayo, veritable nom Faustino Lemus Rayo (Roldanillo, Vall del Cauca, Colòmbia, 1 de maig, 1836 - Quito (Equador), 6 d'agost, 1875), va ser un militar colombià-equatorià, i l'assassí del president d'Equador, Gabriel García Moreno.

## Biografia
Faustino Lemus Rayo va ser un militar colombià nascut a Roldanillo, departament del Cauca, el 1836. Era fill de José Lemus i María Rosa Rayo. Encara que el seu cognom complet era Lemus Rayo, la història ho recorda majoritàriament com a "Rayo", en al·lusió al presagi que afirmava que només un "llamp" podria acabar amb García Moreno.
Des de jove es va traslladar a l'Equador, on va adoptar la nacionalitat equatoriana i el 1858 va començar a militar sota les ordres de Gabriel García Moreno. Va ser descrit com a valent, lleial i de confiança, exercint tasques difícils i combatent a la batalla de Guaspud el 1863 contra la seva terra natal, on va mostrar gran valor abans de caure presoner. Per a García Moreno, era un home terrible per la seva audàcia i les seves accions.
El 1865, després del primer govern de García Moreno, Rayo es va retirar a l'orient equatorià per evitar represàlies polítiques i dedicar-se al comerç. Va tornar a Quito el 1871 per treballar en un taller a casa seva, però llavors ja s'havia distanciat i enemistat amb García Moreno.

## Assassinat de Gabriel García Moreno
El 6 d'agost de 1875, a uns dies d'iniciar el que hagués estat el seu tercer període presidencial, el president Gabriel García Moreno va ser assassinat fora del Palau de Carondelet, a Quito, per un grup d'opositors liderats per Rayo, que el va atacar amb un matxet. El president va morir a conseqüència de les ferides causades per Rayo, i els trets a boca de canó dels revòlvers dels seus tres conspiradors. García Moreno havia ja dues vegades president d'Equador (del 1859 al 1865 i del 1869 al dia de la seva mort, el 1875), i es va destacar pels seus punts de vista conservadors i catòlics, i el seu compromís de promoure els camps de la ciència i l'educació superior a Amèrica Llatina.

Molts liberals a Equador i a tota Amèrica Llatina detestaven García Moreno, i la seva elecció per a un tercer manat a l'agost de 1875 es va considerar la seva sentència de mort. Prèviament, Rayo i els seus conspiradors ja havien intentat diverses vegades assassinar-lo, sense haver aconseguit l'èxit. Just un parell de dies abans de la seva mort, García Moreno va escriure al papa Pius IX per demanar-li la benedicció abans de la seva investidura, programada per al 30 d'agost:
| « | "Vull obtenir la seva benedicció abans d'aquell dia, per tenir la força i la llum que tant necessito per ser, fins al final, un fill fidel del nostre Redemptor i un servent lleial i obedient del Seu infal·lible vicari. Ara que les lògies maçòniques de els països veïns, instigades per Alemanya, vomiten contra mi tota mena d'insults atroços i calúmnies horribles, ara que les lògies estan organitzant en secret el meu assassinat, tinc més necessitat que mai de la protecció divina perquè pugui viure i morir en defensa de la nostra santa religió i de l'estimada república que una vegada més estic cridat a governar." | » |

La seva predicció va ser correcta, i va ser assassinat després de sortir de la Catedral de Quito, i dirigir-se al palau de Carondelet, seu del govern equatorià. Les seves darreres paraules van ser: "Déu no mor!". Rayo, líder dels assassins, l'havia assaltat amb sis o set cops de matxet, i els seus tres conspiradors li van disparar els revòlvers.

## Mort de Rayo
La seva implicació en l'assassinat de García Moreno continua sent objecte de debat. Algunes versions apunten a motius personals, com suposades relacions del mandatari amb la seva dona, conflictes econòmics o mesures de García Moreno per mantenir-lo allunyat de Quito.
Després de l'assassinat, Rayo va ser capturat mentre intentava fugir, però va ser executat sumàriament per un tret del cap Manuel López, cosa que va impedir que pogués testificar. Aquest fet suggereix que la Caserna Militar, sota el comandament del general Francisco Javier Salazar, podria haver estat implicat o al corrent del complot.